# 有源负载
有源负载又称主动式负载，是一种表现出稳流非线性电阻特性的元件或电路。有源负载可以是电路设计中的元件，也可以是一类测试设备。

## 电路设计中的有源负载
在电路设计中，有源负载是一种由有源器件组成的电路元件。晶体管等有源器件对小信号产生高阻抗，但不需要很大的直流电压降，这种特性类似於阻值很大的电阻。这类交流大负载阻抗某类放大器的交流增益。有源负载常为电流镜的输出部分，并可以理想化的方式表示成电流源。通常来说，有源负载仅是恒流电阻，仅为整个电流源的一部分，因为电流源也包括恒压源（如下图中的电源VCC）。

### 共基极情况

图1：含电阻负载的基本NPN共基极电路（忽略偏置）。信号输入於V_{In}，而节点V_{out} 的输出可能是电压或电流。

图2：基本NPN共基极电路（忽略偏置）。电流源I_{C}表示有源负载。

图1中的负载是电阻，流过负载的电流由欧姆定律可以求出：
{\displaystyle I_{C}={\frac {V_{CC}-V_{out}}{R_{C}}}}
由於这一关系，电阻的电压降受Q点的电流支配。若偏置电流因为某些性能原因被固定，任何情况下的负载电阻升高都会自动使Vout电压降低，这样也会降低集电极与基极间的电压降VCB，同时限制了放大器输出的信号摆幅。若信号摆幅大於VCB，在信号周期的一部分时间里，晶体管会不在放大区工作。
而对於图2中的有源负载，无论VCC到Vout的电压降多大，理想电流源的交流阻抗都是有限的，这样VCB的值可以很大，而输出信号摆幅也可以很大。

### 差分放大器
有源负载常用於运算放大器的差分输入级，能大大增大放大器增益。

### 实际应用中的限制
在实际应用中，理想电流源由电流镜代替，有两方面不理想因素。第一，电流镜的交流电阻很大，但不是无穷大的。第二，电流镜需要小电压降来保持工作状态（保证电流镜的输出晶体管处於放大区）。这样一来，电流镜就会使允许的输出电压摆幅范围减小，但这种限制与电阻相比要小得多，而且也不会由偏置电流的选择来决定，使电路设计的灵活性提高了不少。

## 测试设备
在电子测试设备领域中，有源负载用於自动测试電源供應和其他电功率来源，以确保这些电功率来源的输出电压和电流在负载情况变化范围（无负载到最大负载）内符合规格。
测试负载的一种方法是用一组不同阻值的电阻，并进行人工干预。而有源负载为电功率来源提供了一个阻值，这一阻值可由电子控制、多圈電位器等模拟调整器件或是数字计算机设定的自动测试设置改变。负载电阻能被快速改变，这样就能测试電源供應的瞬态响应（暂态响应）。
有源负载与电阻一样能将电源供应的电能转换成热能，因此有源负载中需要包含散热装置（常使用晶体管）以承受温度升高，并常用散热片冷却。
为增大易用性，有源负载常包含测量输送到输入端的电流和电压的测量电路，并使测量结果显示在数字读出装置上。